# لورينزو مندوزا
لورينزو مندوزا (بالإسبانية: Lorenzo Mendoza Giménez) هو شخصية أعمال فنزويلي، ولد في 5 أكتوبر 1965 في كاراكاس في فنزويلا.